# Club de Londres
El Club de Londres es un grupo informal de acreedores privados en la escena internacional, de manera similar al Club de París de prestamistas públicos. Aunque está inspirado en el Club de París, generalmente prefiere reprogramar las deudas. El Club de Londres no es el único grupo informal de acreedores privados. La primera reunión del club tuvo lugar en 1976 en Londres en respuesta a los problemas del Zaire para el pago de su deuda. Desde entonces, el Club de Londres ha sido el responsable de reprogramar los pagos de deuda de los países a los bancos comerciales.
El Club de Londres no tiene ningún estatuto oficial, sino que agrupa un conjunto de comités ad hoc que reúnen a los principales bancos acreedores. Las reuniones se celebran a iniciativa del deudor, y el club no existe más que mientras duran las negociaciones. Una vez se alcanza un acuerdo, este se disuelve. La presidencia de las negociaciones es llevada a cabo por una importante institución financiera, mientras que el comité está compuesto por miembros que representan a los diferentes acreedores.
Estas reuniones (a diferencia de las del Club de París, que se celebran siempre en París) tienen lugar en Nueva York, Londres, París, Fráncfort o en otro lugar, según las preferencias del país deudor y de los bancos acreedores. Es excepcional que los comités asesores elaboren un proyecto de reprogramación sin la aprobación del Fondo Monetario Internacional, y solo lo hacen si están convencidos de que el país está llevando a cabo una política adecuada.